# Округ Хардеман (Тенеси)
Округ Хардеман (енгл. Hardeman County) је округ у америчкој савезној држави Тенеси.

## Демографија
По попису из 2010. године број становника је 27.253, што је 852 (-3,0%) становника мање него 2000. године.
| Група             | 2000.          | 2010.          |
| Белци             | 15.994 (56,9%) | 15.197 (55,8%) |
| Афроамериканци    | 11.516 (41,0%) | 11.281 (41,4%) |
| Азијати           | 88 (0,3%)      | 147 (0,5%)     |
| Хиспаноамериканци | 273 (1,0%)     | 376 (1,4%)     |
| Укупно            | 28.105         | 27.253         |